# Keller Rockey
Keller Emrick Rockey 22 septembre 1888 - 6 juin 1970 fut un général dans le Corps des Marines des États-Unis lors de la Seconde Guerre mondiale.

## Biographie
Keller Rockey est né le 22 septembre 1888, à Columbia City, dans l'Indiana. Il est diplômé au Gettysburg College avec un baccalauréat ès sciences, et est étudiant à l'université Yale. Il est nommé sous-lieutenant dans le Corps des Marines, le 18 novembre 1913.
Il étudie à l'école d'officiers de Norfolk, en Virginie. Après l'obtention du diplôme en mai 1915, il part en mer d'abord en tant que membre du détachement de la Marine à bord du USS Nebraska, et à bord de l'USS Nevada.
Après son service de mer, Rockey s'embarque pour la France en juin 1917, et un an plus tard, comme membre du 5e régiment de marines, il participe à la bataille de Château-Thierry. Il reçoit la croix de la marine pour ses actions à Château-Thierry.
De retour aux États-Unis en 1919, il rejoint Haïti en tant que membre de la gendarmerie haïtienne, où il est resté jusqu'en 1921, puis est revenu au pays pour rejoindre la caserne de Marines, à Washington.
Il devient étudiant à Quantico, en Virginie. Après son diplôme en juillet 1925, il est affecté à l'école, cette fois en tant qu'étudiant à l'école de commandement et d'état-major à Fort Leavenworth au Kansas. Après son diplôme en juin 1926, il devint professeur au département de Tactics, de l’école du Marine Corps.
De janvier à novembre 1928, il est commandant du premier bataillon et du 11e régiment d'artillerie de la 2e brigade des marines stationnés au Nicaragua, où il a obtenu une deuxième croix de la Navy (notée sous forme d'une étoile d'or sur la première croix) pour services exceptionnels.
Il devint ensuite enseigne de base, des opérations et de formation des officiers à San Diego, en Californie.
En juin 1934, il est affecté à des fonctions de chef de division des plans de guerre du siège de la Marine Corps, après quoi il devient chef de la Force marine à bord du cuirassé USS California (BB-44).

### Seconde guerre mondiale
Rockey été assignés aux fonctions de directeur de la division des plans et politiques au siège du Corps des Marines, en août 1942, et un an plus tard il assume les fonctions de commandant adjoint du Corps des Marines. En février 1944, il est allé dans le Pacifique où il a été successivement commandant général de la 5e division de Marines et du 3e corps amphibie.
Il prend ensuite le commandement de la 1re division des Marines, dont le siège est à Tientsin, en Chine. Il retourne aux États-Unis et devient commandant général du département du Pacifique, à San Francisco, en Californie, en septembre 1946.

### Après-guerre
Le 1er janvier 1947, il est promu au grade de lieutenant-général et le lendemain, il prend le commandement de la Force Fleet Marine d'Atlantique, dont le siège est à Norfolk, en Virginie. Le 1er juillet 1949, quand il est commandant général du département du Pacifique, à San Francisco, en Californie.
Il prend sa retraite en tant que lieutenant-général le 1er septembre 1950.
Le général Rockey est mort d'une crise cardiaque, à 81 ans le 6 juin 1970, à Harwich Port, dans le Massachusetts.
Le service funéraire avec tous les honneurs militaires ont eu lieu le 11 juin 1970, au cimetière national d'Arlington, à Arlington, en Virginie.

## Honneurs
| Navy Cross (2)                | Distinguished Service Cross      | Navy Distinguished Service Medal                    | Army Distinguished Service Medal                                 | Fourragère |
| Presidential Unit Citation    | Marine Corps Expeditionary Medal | Mexican Service Medal                               | World War I Victory Medal avec agrafes Aisne et Defensive Sector | Fourragère |
| Haitian Campaign Medal (1921) | Nicaraguan Campaign Medal        | American Defense Service Medal                      | Asiatic-Pacific Campaign Medal (2 campagnes)                     | Fourragère |
| World War II Victory Medal    | Nicaraguan Campaign Merit        | Ordre du Nuage et de la Bannière, avec grand cordon | Légion d'honneur                                                 | Fourragère |